# تری‌متیلول‌اتان تری‌نیترات
تری متیلول اتان تری نیترات (به انگلیسی: Trimethylolethane trinitrate) یک ترکیب شیمیایی است. و جرم مولی آن ۲۵۵٫۱۴ می‌باشد.